# Mojca Schlamberger Brezar
Mojca Schlamberger Brezar, slovenska jezikoslovka, prevajalka in univerzitetna profesorica francoskega jezika, * 31. januar 1967, Ljubljana.

## Življenje in izobraževanje
Obiskovala je Srednjo šolo za družboslovje in splošno kulturo Vide Janežič oz. današnjo Gimnazijo Poljane, kjer je med drugim pridobila tudi znanje iz francoskega jezika. Na Filozofski fakulteti v Ljubljani je diplomirala iz slovenskega jezika in književnosti ter francoskega jezika in književnosti, tam je tudi magistrirala in doktorirala.
Kot mlada raziskovalka je bila najprej zaposlena na Pedagoškem inštitutu Univerze v Ljubljani, potem pa na Oddelku za romanske jezike in književnosti Filozofske fakultete.
Doktorirala je iz študija francoskega jezikoslovja z delom Skladenjski in pragmatični povezovalci v francoskih utemeljevalnih besedilih.
Od leta 2001 poučuje na Filozofski fakulteti v Ljubljani na Oddelku za prevajalstvo; od leta 2019 tudi njegova predstojnica.
Znanje francoskega in slovenskega jezika jo je popeljalo tudi v mednarodne vode, kot predavateljico na tujih univerzah, kot so: Univerza Toulona in Vara, Marc Bloch, City University of Hong Kong, na pariškem raziskovalnem inštitutu INALCO ipd.
Bila je izbrana za dekanjo Filozofske fakultete za obdobje od 2021 do 2025.

## Dela in bibliografija
Je avtorica in soavtorica številnih monografij, strokovnih in znanstvenih člankov, pa tudi mentorica diplomskih, magistrskih in doktorskih disertacij.
Med njena najpomembnejša dela spadata Bases de la morphologie pour locuteurs francophones in Parlons slovène.
Naslovi nekaterih drugih pomembnejših del:
1. SCHLAMBERGER BREZAR, Mojca: Nedoločniške skladenjske strukture v francoščini in slovenščini in njihovo prevajanje (članek)
2. SCHLAMBERGER BREZAR, Mojca: Vloga povezovalcev v govorjenem diskurzu (članek)
3. SCHLAMBERGER BREZAR, Mojca, PERKO, Gregor: Bases de la morphologie pour locuteurs francophones (monografija)
4. SCHLAMBERGER BREZAR, Mojca: Povezovalci v francoščini: od teoretičnih izhodišč do analize v diskurzu (monografija)
5. SCHLAMBERGER BREZAR, Mojca, POGAČNIK, Vladimir, PERKO, Gregor: Parlons slovène (monografija)

### Diplomska naloga
V diplomski nalogi z naslovom Balada v tridesetih letih na Slovenskem se je avtorica posvetila razvoju balade, predstavila avtorje, tematiko in mesto objave.
Prve balade lahko zaznamo že v ljudskem izročilu, prvič pa so se pod tem imenom pojavile v Grčiji, nato v Franciji, na Danskem in v Angliji. Pri nas je njene začetke možno zaslediti s pesmimi o Lepi Vidi, Kralju Matjažu ter ženske balade, ki so se pri nas pojavile že v predfevdalnih časih.
V slovenščini uporabljamo pojem balada tako za francoska kot angleška dela, medtem ko se nam v angleščini ponujata dva ločena pojma, in sicer ballade za romanski in ballad za francoski izvor.
Avtorica je v svoje delo vključila vse balade v obdobju 1930–1940, ki so bile objavljene v slavističnih revijah Sodobnost, Dom in Svet, Ljubljanski zvon, Svoboda ipd. Tako na tematiko kot na količino objavljenih del v enem letu so močno vplivale zunanje politične situacije, v katerih so se ustvarjalci znašli (fašizem, španska državljanska vojna, začetek druge svetovne vojne ...).
V slednjem obdobju je bilo na slovenskih tleh objavljenih manj kot 60 balad, kar je bilo za slovensko književnost kar veliko. V svojem delu je obravnavala socialne, eksistencialne, vojne, mitološke, satirične, idejne in tradicionalne balade.

### Magistrska naloga
Magistrirala je iz slovenskega jezikoslovja leta 1997 z magistrsko nalogo Zgradba pogajalske komunikacije. Največjo pozornost je usmerila v pogajalske situacije, saj so se ji zdele zanimive tako v vsakdanjem življenju kot v javnem oz. službenem okolju. Opazovala je številna slovenska in francoska pogajalska besedila, na podlagi katerih je utemeljila temeljne značilnosti pogajalske komunikacije in njene analize.
Pri slednjem raziskovanju si je pomagala tudi s pragmatično analizo po modelu Ženevske šole ter Teorije modalnosti in Dikove funkcijske slovnice.
Zaznala je številne razlike med slovenskimi in francoskimi pogajalskimi situaciji na primer, da so si pri nas vsi pogajalci enakovredni, medtem ko v francoskih je opazila hierarhijo med nadrejenim moderatorjem in podrejenimi gosti. Prišla je do ugotovitve, da je pogajanje v komunikaciji zelo pomembno za doseganja soglasja, katere ključen del je tudi močna in pravilna argumentacija.

### Doktorska naloga
Doktorska disertacija Skladenjski in pragmatični vidiki povezovalcev v francoskih argumentacijskih besedilih je temeljila na raziskovanju povezovalcev v francoskih besedilih. Usmerila se je na raziskovanje tako govorjenih kot zapisanih besedil v okviru dveh francoskih okroglih miz. Najpogostejši vezniki, ki jih je opazila, so bili: et – in, parce que – ker, alors in donc – torej, mais – ampak. Ugotovila je, da je v okroglih mizah izginila primarna funkcija slednjih in služijo za povezovanja pogovora.

## Projekti
Sodelovala je tudi v mnogih projektih oz. je bila njihova vodja, med katere štejemo: Slovenščina na daljavo, Slovensko prevodoslovje – viri in raziskave, Zasnova na korpusu temelječih slovarskih in slovničnih opisov slovenskega jezika in Proteus. Poleg tega pa sodeluje tudi v programski skupini Slovenski jezik – bazične, kontrastivne in aplikativne raziskave.

### Slovenščina na daljavo
Projekt je potekal med letoma 2001 in 2004 z namenom pomoči pri učenju slovenščine tistim, ki jim je sloveščina tuji jezik. Namenjen ni le začetnikom, temveč tudi tistim, ki si želijo svoje znanje le utrditi. Brezplačna spletna „učilnica“ je dostopna na povezavi www.e-slovenscina.si., na kateri se lahko tujci seznanjajo ne le z jezikom, temveč tudi s slovensko kulturo, kraji ipd.

### Slovensko prevodoslovje – viri in raziskave
Pod vodstvom prof. dr. Špele Vintar je potekal projekt Slovensko povedoslovje – viri in raziskave, ki je obravnaval problem izvirnikov in prevodov posameznih besedil, saj se prevodi velikokrat razlikujejo od svojih izvirnikov. Izvedli so temeljne raziskave in izdelali  SPOOK – SlovenskI prevodoslovni korpus, v katerem so zajeli 95 leposlovnih del, od tega 23 slovenskih izvirnih romanov in ostalih tujih romanov, ki so bili prevedeni v slovenščino. Osredotočili so se na štiri jezike, in sicer nemščino, italijanščino, francoščino in angleščino.

### Zasnova na korpusu temelječih slovarskih in slovničnih opisov slovenskega knjižnega jezika
Glavna ideja slednjega projekta je vodila sodelujoče ustvarjanja leksikalne podatkovne zbirke sodobnega slovenskega jezika, saj so ugotovili, da se je slovenščina kot aktiven jezik v letih od pisanja Slovenskega pravopisa in nastanka slovarja SSKJ zelo spremenila. Nekatere besede so se namreč nehale uporabljati poleg tega pa so se razvile nove, ki niso zajete v teh dveh delih. Pa vendar se moramo vsi še vedno obračati na slednji deli kot utemeljiteljici slovenskega knjižnega jezika.

### Kontrastivna analiza diskurzivnih strategij v slovenščini in francoščini
Projekt, ki je potekal od leta 2002 – 2004 je analizirala govorni in zapisani diskurz, ki nam je v pomoč pri razumevanju komunikacije. Obravnavali so jo v treh delih: fonološki, skladenjsko-oblikoslovni in diskurzivni. Pomagali so si tudi s francoskimi in slovenskimi besedili ter rezultate primerjali z rezultati v korpusih FIDA in Trésor de langue française.

### Slovenski jezik – bazične, kontrastivne in aplikativne raziskave
Rdeča nit projekta je tekla v raziskovanju francoskega veznika mais v primerljivem korpusu FraSLoK, v katerem se nahajajo francoska besedila in njihovi slovenski prevodi. Prišli so do ugotovitve, da je število veznikov, ki izražajo nasprotje tako v slovenskih kot francoskih besedilih primerljivo, medtem ko so pri francoskih opazili večjo raznolikost besed veznika.